# John Schmitt
John Victor Schmitt (ur. 23 grudnia 1901 w Filadelfii, zm. 13 czerwca 1991 w Largo) – amerykański wioślarz, brązowy medalista olimpijski. 
Wystąpił na igrzyskach olimpijskich w Amsterdamie w 1928 roku, gdzie wspólnie z Paulem McDowellem zdobył brązowy medal w dwójkach bez sternika. W wyścigu o trzecie miejsce o 4 sekundy pokonali osadę Włoch. Był to jego jedyny start olimpijski.